# Santa Rita do Rio do Peixe
Santa Rita do Rio do Peixe é um distrito do município brasileiro de Ferros, no interior do estado de Minas Gerais. Segundo o censo demográfico de 2022, realizado pelo Instituto Brasileiro de Geografia e Estatística (IBGE), sua população era de 1 040 habitantes e havia 418 domicílios particulares permanentes ocupados. Possui área de 144,77 km² conforme a Fundação João Pinheiro (FJP).
De acordo com o IBGE, em 2010 a população era de 1 156 habitantes e havia 498 domicílios particulares.
Foi criado pela lei municipal nº 210 de 22 de setembro de 1902 e oficializado pela lei estadual nº 556 de 30 de agosto de 1911. Está situado a 39 quilômetros do distrito-sede e suas principais atividades econômicas são o comércio, agroindústria, pecuária e mineração. É banhado pelo rio do Peixe.